# Elfdaals

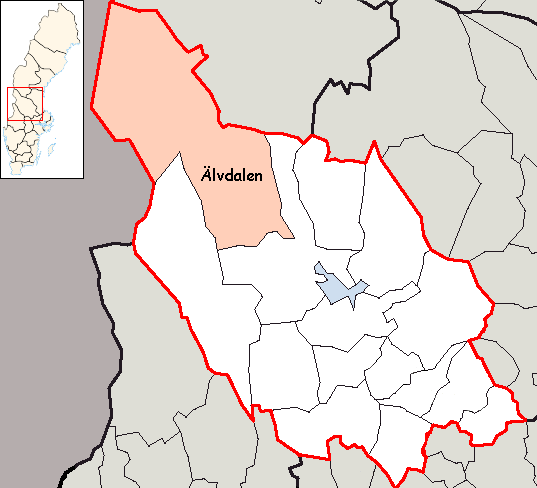
Ligging van Älvdalen

Het Elfdaals (Elfdaals: övdalsk of övdalską, Zweeds: älvdalska of älvdalsmål) is een regionale Noord-Germaanse taal die gesproken wordt in de Zweedse gemeente Älvdalen. De taal wordt door ongeveer 3000 mensen gesproken. Traditioneel wordt het als een dialect van het Zweeds gezien, maar tegenwoordig wordt het door veel taalkundigen als een opzichzelfstaande taal beschouwd. Sinds 2007 is er daarom enkele malen een voorstel gedaan het Elfdaals tot officiële minderheidstaal te benoemen, maar geen daarvan is door het Zweedse parlement aangenomen.

## Geschiedenis
Het Elfdaals is uniek onder de  Scandinavische talen, met een unieke historische ontwikkeling. Enkele voorbeelden:
- Verlies van h: heim > iem (huis)
- De lange klinkers zijn  tweeklanken (diftongen) geworden: ís > ais (ijs), hús > aus (huis), mœta > myöta (treffen)
- Ook de oude tweeklanken hebben een unieke ontwikkeling: ei > ie (heim > iem), øy > ä (røyk > räk; rook), au > o (auga > oga; oog).

## Grammatica
Traditioneel heeft het Elfdaals vier naamvallen: nominatief, accusatief, datief en genitief. Tegenwoordig wordt er vaak geen verschil meer gemaakt tussen nominatief en accusatief. De genitief wordt gevormd door de datief met de uitgang -es.
| warg 'wolf' | enk.onbep. | enk.bep.  | mv.onbep. | mv.bep.   |
| nominatief  | warg       | wardjin   | warger    | wargär    |
| accusatief  | warg       | wardjin   | warga     | wargą     |
| datief      | wardje     | wardjem   | wargum    | wargum(e) |
| genitief    | (wardjes)  | wardjemes | —         | wargumes  |

De tabel is gebaseerd op het klassiek Elfdaals, zoals het door de taalkundige Lars Levander in het begin van de 20e eeuw werd beschreven.

## Alfabet
Er is een gestandaardiseerd Elfdaals alfabet ontwikkeld door Råðdjärum. Het alfabet is gebaseerd op het Zweeds en op oude, niet-gestandaardiseerde spellingen van het Elfdaals. In maart 2005 werd dit alfabet geaccepteerd als het officiële Elfdaalse alfabet. Voordat het officiële alfabet bestond, was er geen gemeenschappelijke spelling voor de taal.
Het Elfdaalse alfabet is als volgt:

Aa Ąą Bb Cc Dd Đð Ee Ęę Ff Gg Hh Ii Įį Jj Kk Ll Mm Nn Oo Pp Qq Rr Ss Tt Uu Ųų Vv Ww Xx Yy Y̨y̨ Zz Åå Ą̊ą̊ Ää Öö
Het "staartje" aan sommige letters is een ogonek en markeert nasaliteit.